# Burgemeester Grothestraat 15
Burgemeester Grothestraat 15 is een gemeentelijk monument op de hoek met de Korenweg in Soest in de provincie Utrecht.
De voormalige boerderij kreeg in 1948 een winkelfunctie waarbij het een pui in Amsterdamse Schoolstijl kreeg. In 1988 werden de vensters vervangen en werd het dakriet vervangen door dakpannen. De koestal is in 2001 afgebroken.